# مقاطعة بوزيغا-سلافونيا
مقاطعة بوزيغا-سلافونيا Požeško-slavonska županija هي إحدى مقاطعات كرواتيا ومركزها مدينة بوزيغا.